# Schoonselhof

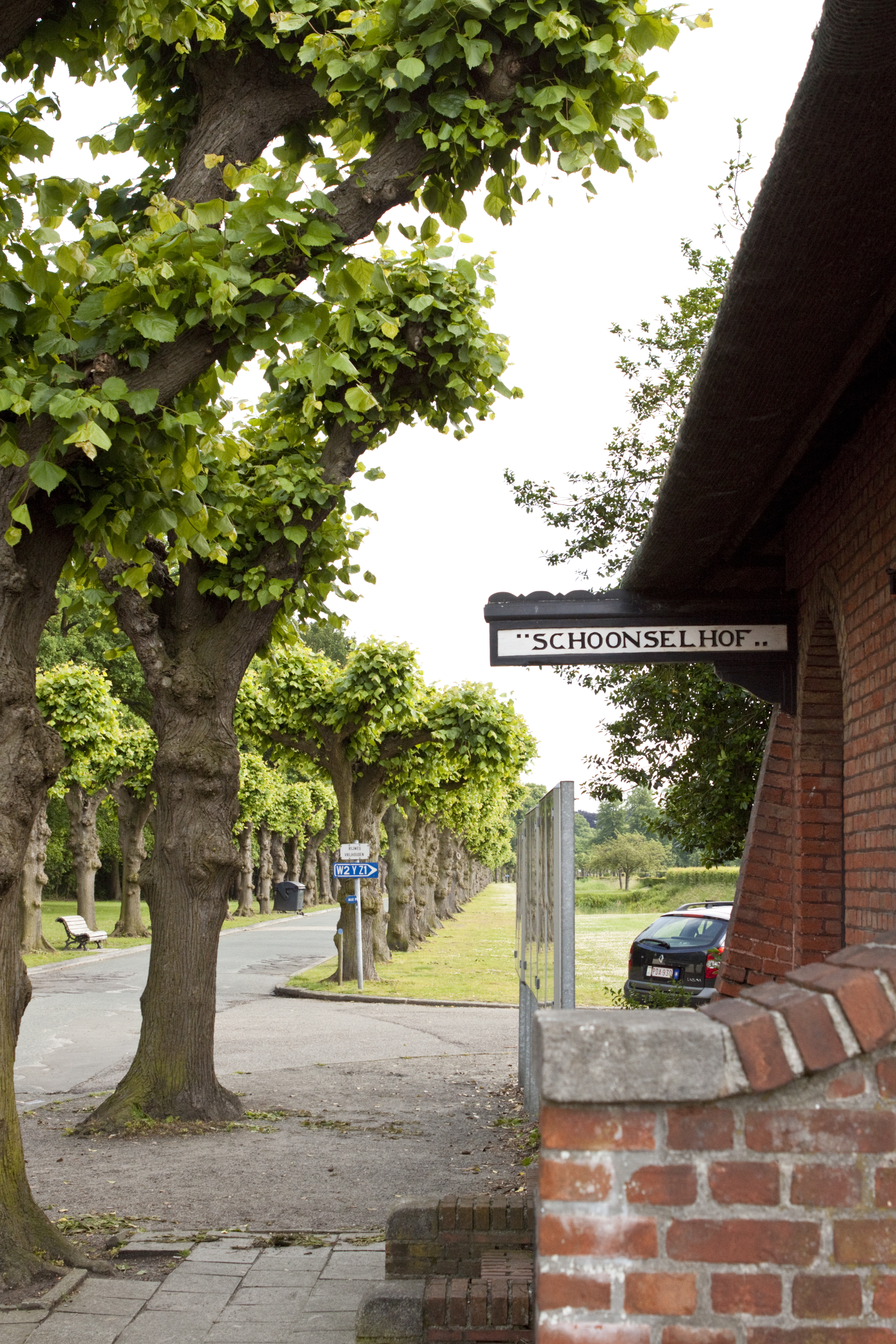
Hoofdtoegang in Hoboken

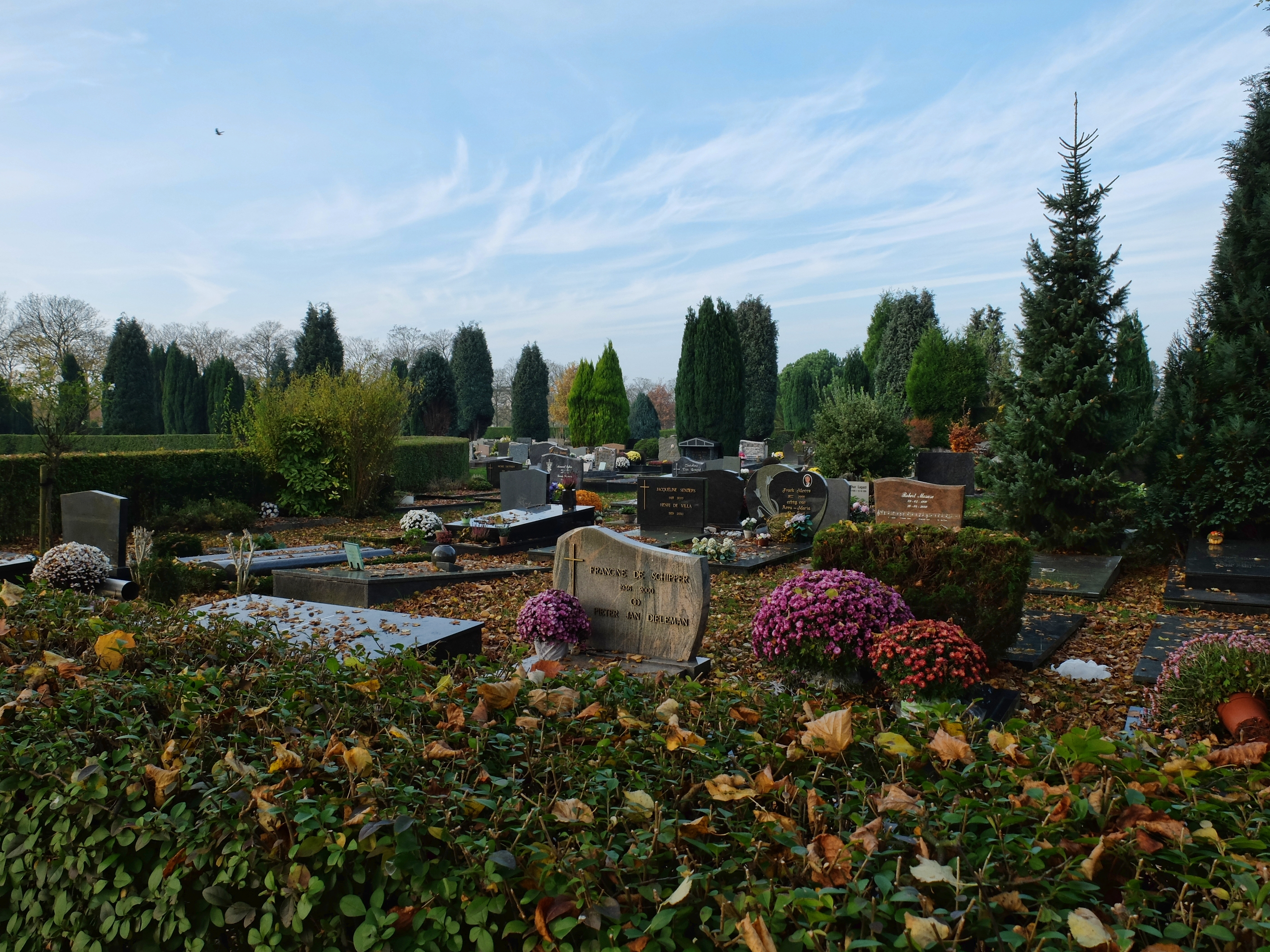
Begraafplaats Schoonselhof

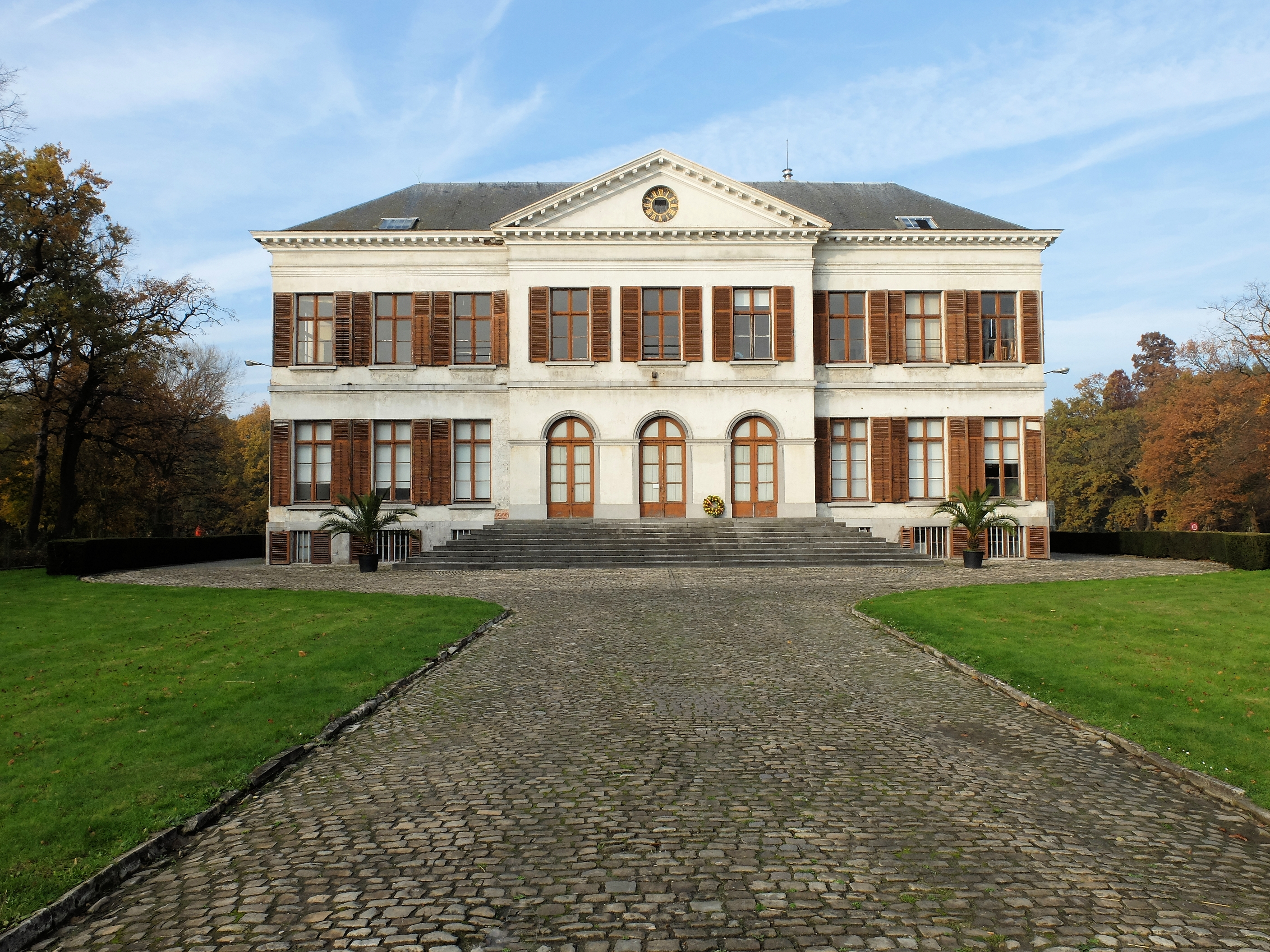
Kasteel Schoonselhof in Wilrijk

Het Schoonselhof is het domein waar zich de stedelijke begraafplaats van de Belgische stad Antwerpen bevindt. Het ligt op het grondgebied van de districten Hoboken (hoofdingang) en Wilrijk (ten zuiden van de Hollebeek). 
In 1911 kocht de stad Antwerpen, op initiatief van de Schepen van Cultuur, Frans van Kuyck, het landgoed Schoonselhof om het als begraafplaats in te richten. De officiële opening vond plaats op 1 september 1921. In 1936 werd het oude Kielkerkhof gesloten, waarna in 1938 een groot aantal concessies met het funerair erfgoed werden overgebracht naar het Schoonselhof.
De omgeving van het kasteel werd in 1943 al beschermd als landschap. In 1992 werden het kasteel en neerhof beschermd als monument. Begin augustus 2007 werd de begraafplaats Schoonselhof door minister Dirk Van Mechelen beschermd.

## Parkbegraafplaats
Het Schoonselhof werd ingericht als parkbegraafplaats. Er zijn afzonderlijke grote vierkante perken, verbonden door grote lanen, die worden afgescheiden door grote beekgrachten.

### Bijzondere perken
- Joods perk, met oude concessies van de Kielbegraafplaats
- Twee perken, toegewezen aan de islamitische gemeenschap
- Historische perken met bijzonder funerair erfgoed
- Militair ereperk
- Ereperk voor geestelijken
- Burgerlijk ereperk
- Strooiweide, in gebruik sinds 1972.

### Militaire begraafplaats

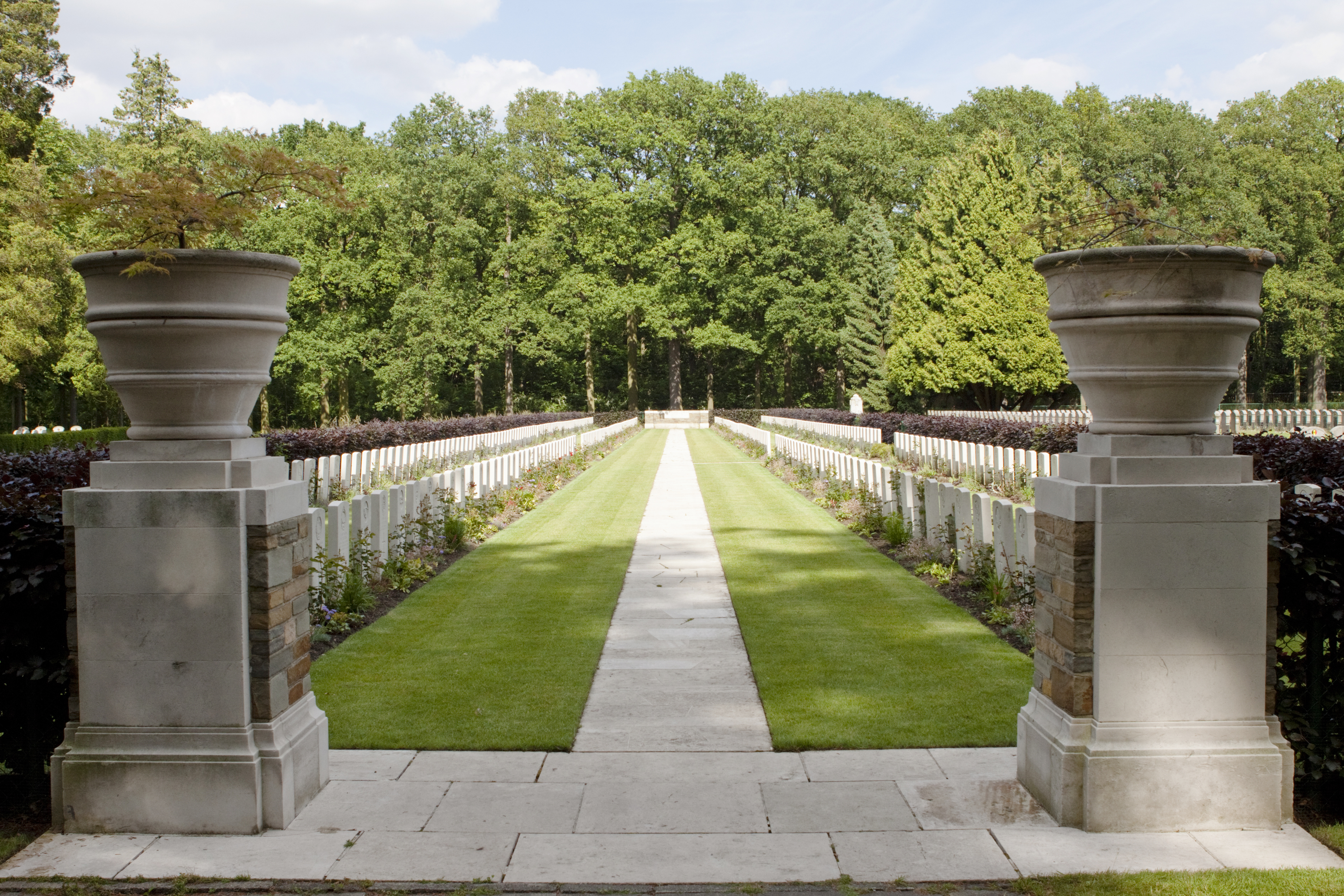
Britse militaire graven

Op Schoonselhof werden ook militaire begraafplaatsen voorzien. Er werd een park voorzien voor een Brits soldatenkerkhof (Schoonselhof Cemetery) met meer dan 1.500 gesneuvelden van het Britse Gemenebest, vooral uit de Tweede Wereldoorlog. Er rusten ook meer dan 1000 Belgische soldaten uit beide wereldoorlogen. Verder zijn er nog enkele tientallen graven van geallieerde soldaten uit onder meer Frankrijk, Italië, Polen, Portugal en Rusland. De Duitse soldaten werden overgebracht naar Vladslo (Eerste Wereldoorlog) en naar Lommel (Tweede Wereldoorlog).

## Diefstal
In 2024 werden er verschillende praalgraven beschadigd: grote bronzen beelden werden verwijderd door diefstal.

## Bekende begravenen
Het Schoonselhof is gekend als rustplaats van prominente Antwerpenaren, kunstenaars en politici.

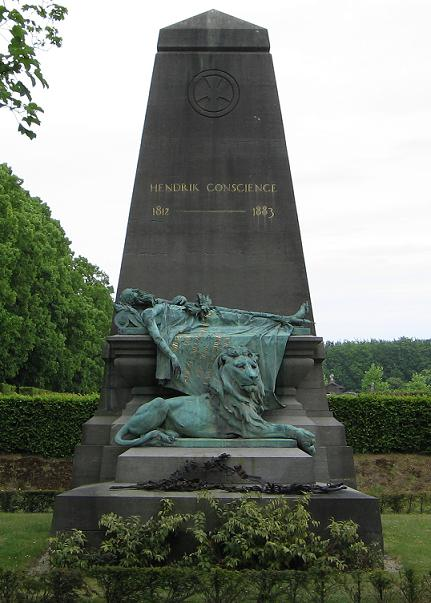
Praalgraf van Hendrik Conscience

- Wilfried Adams (1947-2008), dichter
- Karel Albert (1901-1987), componist
- Karel Angermille (1873-1938), auteur, journalist en politicus (graf geruimd)
- Roger Avermaete (1893-1988) , auteur, kunstcriticus, stichter avant garde blad Lumière (1919)
- Paul Baelde (1878-1953), advocaat en politicus
- Michel Bartosik (1948-2008), dichter en essayist
- Peter Benoit (1834-1901), componist en muziekpedagoog, eerste directeur van het Conservatorium van Antwerpen
- Jean-Marie Berckmans (1953-2008), schrijver
- Rik Bettens (1933-2008), kunstschilder
- Jan Blockx (1851-1912), componist en muziekdocent
- Mina Bolotine (1904-1973), sopraan (graf geruimd)
- Pierre Bruno Bourla (1783-1866), stadsarchitect
- Mathieu Brialmont (1789-1885), militair en minister
- Theo Brouns (1911-1946), VNV-politicus en gouwleider van Limburg tijdens de Tweede Wereldoorlog. Tot de doodstraf veroordeeld door de krijgsraad en op 28 maart 1946 gefusilleerd in de gevangenis van Hasselt.
- August Bulcke (1831-1893), reder
- Gaston Burssens (1896-1965), dichter
- Jan Cammans (1891-1976), acteur
- Pieter Celie (1942-2015), kunstenaar
- Walter Claessens (1924-1998), acteur
- Herman J. Claeys (1935-2009), schrijver
- Hendrik Conscience (1812-1883), schrijver
- Mariëtte Coppens (1931-2021), beeldhouwster
- Edward Coremans (1835-1910), politicus
- Camille Coquilhat (1853-1891), militair en koloniaal
- Lode Craeybeckx (1897-1976), burgemeester van Antwerpen
- Lea Daan (1906-1995), danseres, choreografe en pedagoge
- Bob Davidse (1920-2010), presentator en zanger
- Rika De Backer (1923-2002), minister
- Edward De Beukelaer (1843-1919), industrieel
- André De Beul (1938-2011), politicus
- Hendrik De Braekeleer (1840-1888), kunstschilder
- Petrus Jozef de Caters (1769-1861), bankier en burgemeester van Berchem
- Camille de Cauwer (1865-1924), uitgever
- Paul de Cauwer (1900-1949), uitgever
- Herman De Coninck  (1944-1997), dichter en poëziecriticus
- Robbe De Hert (1942-2020), filmregisseur
- Constant de Kinder (1863-1943), schrijver
- François De Kinder (1897-1944), advocaat en verzetsstrijder
- Aloïs De Laet (1866-1949), kunstschilder
- Jos De Man (1933-2021), advocaat en auteur
- Willem De Meyer (1899-1983), promotor van het Vlaamse lied en stichter van het Vlaams Nationaal Zangfeest
- Albert De Vleeshouwer (1863-1913), componist
- Paul De Vree (1909-1982), dichter en publicist
- Alex de Vries (1919-1964), pianist en muziekpedagoog
- Léopold de Wael (1821-1892), burgemeester van Antwerpen
- Jan Denucé (1878-1944), historicus en archivaris
- Maurice Dequeecker (1905-1985), syndicalist en politicus
- Henri Devos (1858-1932), ondernemer
- Bernard Dewulf (1960-2021), dichter
- Frans Dille (1909-1999), etser
- Jules Draeyers (1919-1943), verzetsstrijder
- Victor Driessens (1820-1885), toneelspeler, -regisseur en -directeur
- Edmond Duysters (1871-1953), advocaat en politicus
- Willem Elsschot (1882-1960), schrijver
- Will Ferdy (1927-2022), zanger
- Berten Fermont (1911-1933), dienstweigeraar
- Henri Fester (1849-1939), zakenman en muziekmecenas
- Henry Fontaine (1857-1923), zanger en directeur van de Vlaamse Opera
- Willy Friling (1875-1956), industrieel
- John Gebruers (1898-1978), organist en beiaardier
- Vic Gentils (1918-1997), beeldhouwer en kunstschilder
- Jos Gevers (1894-1977), acteur
- Marnix Gijsen (1899-1984), schrijver
- Willem Gijssels (1875-1945), dichter
- Gust Gils (1924-2002), dichter
- Jack Godderis ( 1916-1971), kunstschilder
- Arthur Goemaere (1841-1902), politicus en journalist
- Ferre Grignard (1939-1982), plastisch kunstenaar en zanger
- Rie Haan (1906-1984), architect
- Wim Henderickx (1962-2022), componist
- Joseph Hertogs (1861-1930), bouwmeester
- Camille Huysmans (1871-1968), Kamervoorzitter, premier en burgemeester van Antwerpen
- Jozef Janssens de Varebeke (1854-1930), kunstschilder
- Emile Jespers (1862-1918), beeldhouwer
- Floris Jespers (1889-1965), kunstschilder en beeldhouwer
- Henri-Floris Jespers (1944-2017), publicist
- Clement Jonckheer, beeldhouwer
- Paul Joostens (1889-1960), kunstschilder en graficus
- Jan Joris (1927-2011), bariton
- Louis Joris (1884-1962), advocaat en politicus
- Jacques Kets (1785-1865), dier- en plantkundige
- Willy Koninckx (1900-1954), redacteur en politicus
- La Esterella (1919-2011), zangeres
- Hubert Lampo (1920-2006), schrijver
- Frans Lamorinière (1828-1911), kunstschilder
- Constant Lenaerts (1852-1931), dirigent
- Constant Leurs (1893-1973), bouwkundige en kunsthistoricus
- Hendrik Leys (1815-1869, kunstschilder
- Armilde Lheureux (1872-1957), bankier en kunstmecenas
- Jozef Lies (1821-1865), kunstschilder
- Jean Longville (1872-1947), syndicalist en politicus
- Marcel Louette (1907-1978), verzetsstrijder
- John Lysen (1868–1936), nijveraar en grootgrondbezitter
- Mark Macken (1913-1977), beeldhouwer
- Pol Mara (1920-1998), kunstschilder, tekenaar en lithograaf
- Suzy Marleen (1920-1995), zangeres
- Jozef Masure (1915-1993), burgemeester van Merksem
- Florent Mielants sr. (1887-1944), hoofdinspecteur van het stedelijk onderwijs
- Léonie Mols (1843-1918), mecenas
- August Monet (1875-1958), journalist, redacteur en dramaticus
- Franck Mortelmans (1898-1986) Pastelschilder en tekenaar
- Lodewijk Mortelmans (1868-1952) componist
- Robert Mosuse (1970-2000), zanger en percussionist
- Jet Naessens (1915-2010), actrice
- Alice Nahon (1896-1933), verpleegster en dichteres
- Jozef Nolf (1870-1933), politicus
- Jef Nys (1927-2009), stripauteur
- Isidore Opsomer (1878-1967), kunstschilder
- Jacques Osterrieth (1826-1893), handelaar en mecenas
- Edouard Pécher (1885-1926), partijvoorzitter en minister
- Wies Pée (1911-1990), componist, organist en muziekpedagoog
- Mimi Peetermans (1929-2014), presentatrice
- Gust Persoons (1905-1971), dirigent, componist en muziekpedagoog
- Arthur Pierre (1866-1938), beeldhouwer
- Jozef Posson (1912-1986), syndicalist en politicus
- Armand Preud'homme (1904-1986), componist en organist
- Floris Prims (1882-1954), schrijver, priester, kanunnik en archivaris
- Léon Riket (1876-1938), kunstschilder
- Gustave Roth (1909-1982), bokser (graf geruimd)
- Marten Rudelsheim (1873-1920), flamingant van Joods-Nederlandse afkomst (graf geruimd)
- Hugo Schiltz (1927-2006), politicus
- Marcel Schoeters (1925-2013), syndicalist en senator
- Lode Sebregts (1906-2002), kunstschilder
- Rik Senten (1885-1962), journalist
- Pieter Smidt van Gelder (1878-1956), papierfabrikant en kunstverzamelaar
- Emilie Speth (1891-1945), politica
- Raymond Steenackers (1851-1904), ondernemer en politicus
- Piet Sterckx (1925-1987), journalist en toneelschrijver
- Alexander Struys (1852-1941), kunstschilder
- Lambert Swerts (1907-1980), journalist
- Albert Szukalski (1945-2000), beeldhouwer en kunstschilder
- Gabriël Theunis (1914-1972), burgemeester van Merksem
- Bernard Tokkie (1867-1942), operazanger
- Denise Tolkowsky (1918-1991), pianiste en componiste
- Georges Tonnelier (1853-1909), ondernemer en politicus
- Frans Toutenel (1903-1943), bariton
- Mark Tralbaut (1902-1976), journalist, redacteur, bariton, conservator en auteur
- Jan Van Asperen (1876-1962), architect
- Jan Van Beers (1821-1888), dichter
- Nic van Bruggen (1938-1991), dichter en publicist
- Frans Van Cauwelaert (1880-1961), burgemeester van Antwerpen
- Gustave Van den Broeck (1865-1944), ondernemer en politicus
- Herman Van den Reeck (1901-1920), student, tijdens een betoging door de politie neergeschoten
- Tony Van der Heyden (1914-1966), bariton/bas
- Renier Van der Velden (1910-1993), componist en dirigent
- Roger van de Velde (1925-1970), schrijver
- Isidore Van Doosselaere (1858-1927), advocaat en politicus
- Dirk Van Duppen (1956-2020), arts en politicus
- Marc Van Eeghem (1960-2017), acteur
- Leopold Van Esbroeck (1911-2010), beeldhouwer en kunstschilder
- Nicole Van Goethem (1941-2000), tekenares, cartoonist en animator
- Robert Van Helvert (1909-1972), bariton
- Hélène Van Herck (1908-1993), actrice
- Berthe Van Hyfte (1921-2015), sopraan
- Bert Van Kerkhoven (1906-1984), journalist en theaterdirecteur
- Frans Van Kuyck (1852-1915), kunstschilder en schepen van Antwerpen
- Jozef Van Lerius (1823-1876), kunstschilder
- Paul van Ostaijen (1896-1928), dichter
- Marleen Van Ouytsel (1961-2014), politica
- Jozef van Poppel (1912-1948), violist, dirigent en muziekpedagoog
- Berthe van Regemorter (1879-1964), boekbindster
- Edouard van Regemorter (1849-1934), schooldirecteur en politicus
- Jan Van Rijswijck (1853-1906), burgemeester van Antwerpen
- François van Rysselberghe (1846-1893), wetenschapper
- Cara van Wersch (1913-2000), actrice
- Walther Vanbeselaere (1908-1988), conservator
- Guy Vandenbranden (1926-2014), kunstschilder
- Maurits Veremans (1904-1964), dirigent en componist (graf geruimd)
- Karel Verlat (1824-1890), kunstschilder
- Jef Vermeiren (1904-1999), componist
- Ferdinand Verschaeve (1876-1914), luchtvaartpionier
- Theodoor Verstraete (1850-1907), kunstschilder
- René Victor (1897-1984), advocaat, rechtsgeleerde en politicus
- Emile Vloors (1871-1952), kunstschilder
- Jules Bernard von der Becke (1825-1895), ondernemer en politicus
- Gerard Walschap (1898-1990), schrijver
- Emile Wambach (1854-1924), componist, dirigent en muziekpedagoog
- Jean-Jacques Winders (1849-1936), architect
- Mike Zinzen (1932-2013), musicus
- Tom Pintens (1974-2023), musicus